# Toby Wing
Toby Wing   (Amelia Court House, 14 de juliol de 1915 - Mathews, 22 de març de 2001), nascuda com a Martha Virginia Wing, on "Toby" és un antic sobrenom familiar, va ser una actriu i ballarina estatunidenca, anomenada en el seu moment "la noia de cor més bonica de Hollywood".

## Primers anys
Wing va néixer a Amelia Court House, Estat de Virgínia, filla de Paul Wing i Martha Thraves. El seu pare, un oficial de carrera en reserva de l'exèrcit, va ser ajudant de direcció de la empresa cinematogràfica Paramount Pictures. Reactivat per al servei abans de la Segona Guerra Mundial, va ser capturat pels japonesos i va sobreviure a la Marxa de la Mort de Bataan.

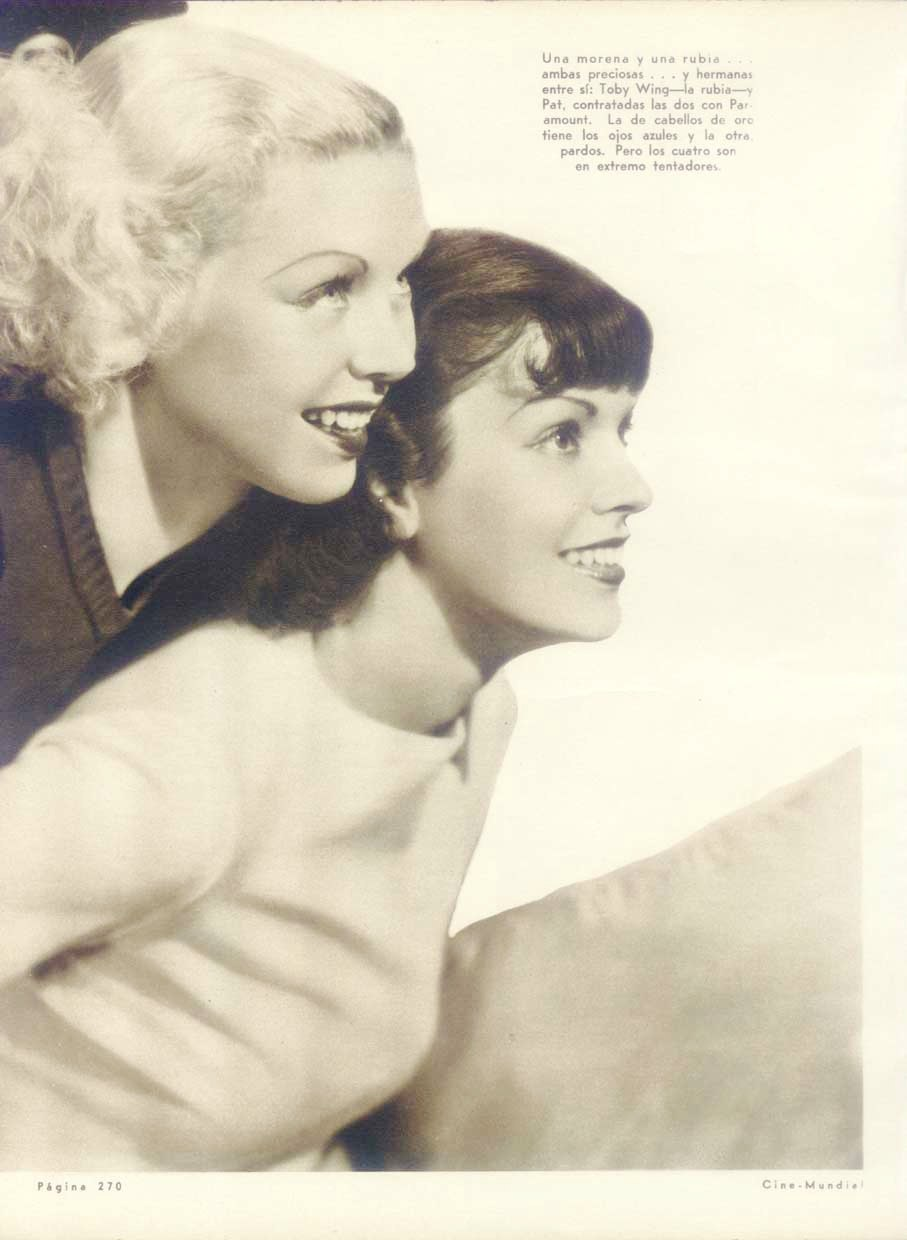
Toby i la seva germana Pat

La seva germana Gertrude (coneguda com a Pat Wing) també va treballar com a actriu (i sovint al cor). També tenia un germà petit. El seu oncle gran va ser el dramaturg anglès Sir Arthur Wing Pinero.

## Carrera professional
Wing va començar a treballar a la pantalla als 9 anys, aconseguint alguns papers secundaris en pel·lícules mudes a través de la feina del seu pare. El 1931 es va convertir en una de les primeres Goldwyn Girls (Noies Goldwyn) i va iniciar la seva carrera cinematogràfica a Palmy Days (1932). El 1932 va aparèixer en comèdies produïdes per Mack Sennett i realitzades per la Paramount, una de les quals va ser protagonitzada per Bing Crosby. Wing va causar impressió entre els productors i els cinèfils, però poques vegades va aconseguir papers principals.
Molts dels seus papers eren petits i amb prou feines vestien, abans de la introducció del Codi de Producció de 1934. Va ser àmpliament reconeguda com a símbol sexual, i en el seu moment va ser descrita com la corista més bonica de tot Hollywood. Va treballar principalment per a la Warner Bros. Després va aparèixer en projectes de pel·lícules de baix pressupost. Wing va gaudir d'una activitat extra molt més reeixida fent promocions de productes i va aparèixer en innombrables revistes de fans del 1933 al 1938.
Wing va interpretar alguns papers principals en llargmetratges de sèrie B i curtmetratges. El 1936 i el 1937 va treballar al costat del cantautor Pinky Tomlin en dos dels seus llargmetratges musicals de baix pressupost, With Love and Kisses i Sing While You're Able .
El seu darrer paper principal va ser a The Marines Come Thru. Tot i que es va filmar a Florida el 1938, no es va estrenar fins al 1943, sota el nom de Fight On, Marines!. Wing va completar la seva carrera d'actriu a Broadway amb el musical de Cole Porter de 1938, You Never Know, que no va tenir èxit i que van protagonitzar Lupe Vélez, Clifton Webb, Libby Holman i J. Harold Murray.
El 8 de febrer de 1960, Wing va ser homenatjada amb una estrella al Passeig de la Fama de Hollywood, situada davant el número 6561 de Hollywood Boulevard.

## Vida personal
Era coneguda fora de la pantalla per les seves històries d'amor, ja que se la va vincular a Jackie Coogan (amb qui va estar promesa durant gran part del 1935), Maurice Chevalier, Alfred Vanderbilt, Franklin Roosevelt Jr. i altres. Wing i Pinky Tomlin es van prometre breument a finals del 1937, i la relació va acabar abans de la data del seu casament.
A Tijuana es va casar amb el pilot Henry "Dick" Merrill, que era més de 20 anys més gran que ella, el 19 d'octubre de 1938. Es va retirar del cinema després de casar-se.
La parella va tenir dos fills; tots dos van morir abans que els seus pares. El seu primer fill va morir del que aleshores es va anomenar "mort de bressol", i el seu segon fill, Ricky, va ser assassinat a casa seva a Miami el setembre de 1982 a 42 anys. El seu assassinat va tenir lloc mentre estava en llibertat sota fiança a l'espera d'una apel·lació per una condemna per contraban de marihuana a Nova Orleans.
La parella es va retirar a DiLido, Florida, on a Merrill li van assignar la ruta Nova York-Miami d'Eastern Airlines durant la resta de la seva carrera. Wing va tenir èxit en el sector immobiliari a Califòrnia i Florida. Més tard es van establir a Virgínia, on Merrill va dirigir el Museu de l'Aire Shannon de Fredericksburg, fins a la seva mort el 1982.
Toby Wing està enterrada al cementiri parroquial de Christ Church Kingston, al comtat de Mathews, Virgínia. La parella va deixar dues nétes.

## Filmografia

### Llargmetratges
- A Boy of Flanders (1924) - Nena (no surt als crèdits)
- A Woman Who Sinned (1924) - (no surt als crèdits)
- Circe, the Enchantress (1924) - Nena (no surt als crèdits)
- He Who Gets Slapped (1924) - Nena jugant (no surt als crèdits)
- Percy (1925) - Nena (no surt als crèdits)
- The Shining Adventure (1925) - Nena (no surt als crèdits)
- Zander the Great (1925) - Nena (no surt als crèdits)
- Marry Me (1925) - Nena (no surt als crèdits)
- The Pony Express (1925) - Nena (no surt als crèdits)
- American Pluck (1925) - Noia de les flors a la coronació (no surt als crèdits)
- Dollar Down (1925) - Noia jove
- Double Daring (1926) - Nan
- Palmy Days (1931) - Noa Goldwyn (no surt als crèdits)
- The Kid from Spain (1932) - Noia Goldwyn (no surt als crèdits)
- The King's Vacation (1933) - Buscadora d'autògrafs al casino (no surt als crèdits)
- 42nd Street (1933) - Rossa al número 'Jove i saludable' (no surt als crèdits)
- The Little Giant (1933) - Noia de societat (no surt als crèdits)
- Central Airport (1933) - Observadora d'espectacles aeris (no surt als crèdits)
- Private Detective 62 (1933) - La núvia de Free (no surt als crèdits)
- College Humor (1933) - Estudiant (no surt als crèdits)
- It's Great to Be Alive (1933) - Rossa que fa un petó a Carlos (no surt als crèdits)
- Baby Face (1933) - Oficinista (no surt als crèdits)
- She Had to Say Yes (1933) - Model (no surt als crèdits)
- Arizona to Broadway (1933) - Cambrera (no surt als crèdits)
- This Day and Age (1933) - Estudiant (no surt als crèdits)
- Torch Singer (1933) - Rossa al apartament de Sally (no surt als crèdits)
- Search for Beauty (1934) - Sally Palmer
- School for Girls (1934) - Hazel Jones
- Come on Marines (1934) - Dolly
- Murder at the Vanities (1934) - Nancy
- Kiss and Make-Up (1934) - Consolant a Claghorne
- Student Tour (1934) - Estudiant (no surt als crèdits)
- One Hour Late (1934) - Maizie
- Two for Tonight (1935) - Noia de l'institut (no surt als crèdits)
- Forced Landing (1935) - Amelie Darrell
- Thoroughbred (1936) - Anne O'Malley
- Mr. Cinderella (1936) - Lulu, la caixera
- With Love and Kisses (1936) - Barbara Holbrook
- Silks and Saddles (1936) - Marion Braddock / Jane Smith
- Sing While You're Able (1937) - Joan Williams
- The Women Men Marry (1937) - Sugar
- True Confession (1937) - Suzanne Baggart
- Mr. Boggs Steps Out (1938) - Irene Lee
- The Marines Come Thru (1938) - Linda Dale
- Sweethearts (1938) - Operadora telefònica (no surt als crèdits)

### Curtmetratges
- Jimmy's New Yacht (1932) - Una de les xicotes de Charlie
- The Loud Mouth (1932) - Infermera (no surt als crèdits)
- The Candid Camera (1932) - Betty Swan
- Alaska Love (1932) - (no surt als crèdits)
- Ma's Pride and Joy (1932) - Secretaria del director d'una ràdio
- Blue of the Night (1933) - Rossa en banyador (no surt als crèdits)
- Rhythm on the Roof (1934) - L'amor de fantasia d'en Bob
- Star Night at the Cocoanut Grove (1934) - Herself
- Hollywood Extra Girl (1935)
- La Fiesta de Santa Barbara (1935) - Com a ella mateixa
- Hill-Tillies (1936) - Toby
- Rhythmitis (1936) - Lola Green
- Sunday Night at the Trocadero (1937) - Toby Wing